# Manuel de Adrianópolis
Manuel (em grego medieval: Μανουήλ) foi um clérigo bizantino do século IX.

## Vida
Manuel aparece pela primeira vez quando participou do Segundo Concílio de Niceia de 787 e talvez esteve em todas as oito reuniões. Na segunda seção, comentou sobre o culto aos ícones segundo a forma formulada pelo papa Adriano I (r. 772–795) e condenou os iconoclastas; na quarta confirmou as citações de seu pai em apoio a adoração das imagens com sua assinatura; e na sétima assinou a definição de fé adotada pelo concílio.
É provável que seja o Manuel que segundo fontes posteriores foi capturado e levado à Bulgária com outros habitantes de Adrianópolis (entre eles os pais do futuro Basílio I) após a conquista da cidade em 813 pelo cã Crum (r. 803–814). Como Manuel e alguns outros dos cativos não foram dissuadidos de pregar o cristianismo, sofreram o martírio sob ordens de Ditzeugo ou Omurtague; outra versão acusa o general Tzoco. Manuel é celebrado como mártir em 22 e 22 de janeiro junto com vários outros executados consigo, alguns dos quais também são nomeados.